# Тімо Бартель
Тімо Бартель (нім. Timo Barthel, 3 квітня 1996) — німецький стрибун у воду.
Учасник Олімпійських Ігор 2020 року.
Призер Чемпіонату Європи з водних видів спорту 2020 року.